# Fédération de Suède de hockey sur glace
La Fédération de Suède de hockey sur glace porte en suédois le nom de Svenska Ishockeyförbundet.

## Historique
La fédération faisait partie de la Fédération de Suède de football et rejoint la Fédération internationale de hockey sur glace en 1920. La première équipe nationale participe alors à la première compétition mondiale de hockey : les Jeux Olympiques d'été. L'année suivante, la Suède reçoit la sixième édition du championnat d'Europe. Les deux seules équipes participant au tournoi sont la Suède et la Tchécoslovaquie.
Le 22 septembre 1922 l'indépendance de la fédération est réalisée sous l'impulsion de Isaac Westergren. Sept équipes font alors partie du premier championnat qui voit la victoire de l'équipe IK Göta contre Hammarby IF sur le score de 6 à 0.
Depuis, la fédération gère les différents championnats du pays ainsi que les sélections nationales. La Suède compte en 2008 644 clubs pour 2 868 équipes et 65 739 licenciés dont près de 3 400 femmes. La fédération gère également les compétitions et équipes nationales de hockey inline.

### Niveaux de compétition
Les différents niveaux de hockey en Suède sont les suivants :
| Championnats masculins sénior - Elitserien - HockeyAllsvenskan - Division I - Division II - Division III - Division IV - Division V Autres championnats - Championnat vétéran - Championnat féminin | Championnats juniors - Moins de 20 ans - Moins de 18 ans - Moins de 17 ans - Moins de 16 ans - Moins de 15 ans - Moins de 14 ans - Moins de 13 ans - Moins de 12 ans - Moins de 11 ans - Moins de 10 ans - Championnat féminin - Championnat scolaire |

### Sélections nationales
La Suède présente les équipes nationales suivantes lors des compétitions internationales : équipe nationale sénior, équipe nationale féminine, équipes juniors moins de 20 ans, moins de 19 ans, moins de 18 ans, moins de 17 ans, moins de 16 ans ainsi qu'une équipe de hockey inline.

### Présidence
- 1922-1924 : Isaac Westergren
- 1924-1948 : Anton Johanson
- 1948-1973 : Helge Berglund
- 1973-1977 : Ove Rainer
- 1978-1983 : Arne Grunander
- 1983-2002 : Rickard Fagerlund
- 2002-2004 : Kjell Gustav Nilsson
- 2004- : Christer Englund[3]